# Knezo-škofija (Hochstift)
V Svetem rimskem cesarstvu nemški izraz (das) Hochstift (množina: (die) Hochstifte) je označeval ozemlje, ki mu je vladal škof kot knez (tj. knezoškof), v nasprotju s svojo škofijo, ki je bila na splošno veliko večja in nad katero je izvajal samo duhovno oblast. Izrazi knezoškofija (Fürstbistum , ali preprosto Bistum) in cerkvena kneževina sta sinonima za Hochstift. Erzstift in Kurerzstift se nanaša na ozemlje (knezo-nadškofije), ki mu vladata knez-nadškof in volilni nadškof, medtem ko se izraz Stift nanaša na ozemlje, ki mu je vladal cesarski opat ali opatinja ali knežji opat ali opatinja. Stift se je pogosto uporabljalo tudi za označevanje katere koli vrste cerkvene kneževine.
Knezo-škofija je bila sestavljena iz ozemlja, ki je bilo večinoma pridobljeno v srednjem veku z donacijami kralja/cesarja, darili lokalnih gospodov ali z nakupom. Pogosto je bila sestavljena iz nepovezanih delov, od katerih so nekateri lahko locirani zunaj škofovske škofije. Medtem ko je škofija duhovna teritorialna jurisdikcija, je bila knežja škofija ali Hochstift  posvetna teritorialna jurisdikcija, fevd, ki ga je ustanovil in podelil cesar Svetega rimskega cesarstva. Ker so imeli knezoškofje dvojno funkcijo, cerkveno in posvetno, so bili tako podvrženi dvema različnima pravnima podlagama in dvema pristojnostima. Razmerje med obema funkcijama je delno urejal Wormski konkordat iz leta 1122.
Knezo-škof, ki so ga volili kanoniki stolnega kapitlja in je pogosto pripadal visokemu plemstvu, je užival cesarsko neposrednost; imel je enako oblast nad svojo kneževino kot vsak posvetni knez, kot je vojvoda ali mejni grof, nad svojo. Imel je sedež in glas v cesarskem zboru.
Od visokega števila približno 40 v poznem srednjem veku, se je število Hochstifte  do konca 18. stoletja zmanjšalo na 26 . Vse so bili sekularizirane in njihovo ozemlje so prevzele sekularne države do razpada Svetega rimskega cesarstva leta 1806.

## Etimologija ter sorodni in izpeljani izrazi
Das Stift (množina: die Stifte ali v nekaterih regijah die Stifter)/ het sticht (v nizozemščini) (dobesedno »donacija«) v izvirnem pomenu označuje podarjeni ali drugače pridobljeni fond posestev, katerih prihodki se prenesejo za vzdrževanje kolegija in pripadajoče cerkve (Stiftskirche, tj. kolegiatne cerkve) in njenih kolegijskih kanonikov (Stiftsherr(en)) ali kanonic (Stiftsfrau(en)). Če je Stift kot fond služil za vzdrževanje posebnega kolegija katedrale (tako imenovanega stolnega kapitlja), potem se je Stift pogosto imenoval das Domstift (tj. donacijski (fond) katedrale).
Hochstift je zloženka s hoch ("visoko"), ki se uporablja za knezoškofijo, kar dobesedno pomeni "visoka (cerkvena) donacija (fond posestev)". Medtem ko je bil Erzstift, zloženka z Erz… (»arch[i]…«), ustrezen izraz za knezo-nadškofijo. Za tri volilne dežele Köln (Kurköln), Mainz (Kurmainz) in Trier (Kurtrier), ki so bile hkrati nadškofije, je ustrezen izraz Kurerzstift (volilna nadškofija). Pridevnik, ki se nanaša na Stift kot ozemlje, je stiftisch (od, ki se nanaša na knežjo-škofovsko; knežje-škofovski). Kot zloženka današnji izraz Stift običajno vzame kopulativni "s", kadar se uporablja kot predhodna zloženka, kot na primer v Stiftsadel (vazalno plemstvo knezo-škofa), Stiftsamtmann (= uradnik Stifta  ), Stiftsmann (množina: Stiftsleute ; =vazalni najemnik posestva Stifta  ), Stiftssasse (=podložnik/prebivalec knezo-škofije), Stiftsstände (= posestva knezo-škofije kot gospostvo ), ali Stiftstag (zbor posesti knezo-škofije  ).
Določene knezo-škofije so se pogosto imenovale Hochstift/Erzstift X, kot v primeru Hochstift Ermland ali v primeru Erzstift Bremen, pri čemer stiftbremisch pomeni ali se nanaša na bremensko knezoškofijo, v nasprotju s stadtbremisch (od ali se nanaša na mesto Bremen). Nasprotno pa se duhovne enote, škofije, v nemščini imenujejo Bistum ("škofija") ali Erzbistum ("nadškofija"). Avtorjem razlika med Hochstift/Erzstift in Bistum/Erzbistum ni vedno jasna, tako da nestrokovna besedila Hochstift ali Erzstift pogosto nepravilno prevajajo preprosto kot škofija oziroma nadškofija.